# Vârlezi
Vârlezi is een Roemeense gemeente in het district Galați.
Vârlezi telt 2148 inwoners.